# Солянка (приток Торгуна)
Солянка — река в России, протекает в Волгоградской области. Устье реки находится по правому берегу реки Торгун в 0,7 км от впадения её в Волгоградское водохранилище. Длина реки составляет 19 км. На реке расположен хутор Меловой. Протекает по территории Палласовского и Старополтавского районов.

## Данные водного реестра
По данным государственного водного реестра России относится к Нижневолжскому бассейновому округу, водохозяйственный участок реки — Торгун от истока и до устья, речной подбассейн реки — Подбассейн отсутствует. Речной бассейн реки — Волга от верховий Куйбышевского вдхр. до впадения в Каспий.
По данным геоинформационной системы водохозяйственного районирования территории РФ, подготовленной Федеральным агентством водных ресурсов:
- Код водного объекта в государственном водном реестре — 11010002112112100011297
- Код по гидрологической изученности (ГИ) — 112101129
- Код бассейна — 11.01.00.021
- Номер тома по ГИ — 12
- Выпуск по ГИ — 1